# Dolce & Gabbana
Dolce & Gabbana és una marca de moda italiana fundada pels estilistes Domenico Dolce i Stefano Gabbana, amb la seva central a Legnano (Milà). Encara que inicialment van començar dissenyant roba, actualment l'empresa ha diversificat la seva oferta dissenyant des de complements (ulleres, perfums, rellotges,..) a mòbils (V3 de Dolce & Gabbana). Dolce & Gabbana és molt popular pels seus dissenys entre els artistes.

## Història

### Biografies
Domenico Dolce va néixer el 13 d'agost de 1958 a Polizzi Generosa, Sicília. Stefano Gabbana va néixer el 14 de novembre de 1962 a Milà.
Domenico Dolce entra en contacte amb la moda des de ben petit, seguint els passos del seu pare Saverio, propietari d'una petita botiga de roba; molt diferent, però, és la carrera de Stefano Gabbana, que principalment va estudiar Arts Gràfiques però va acabar decidint dedicar-se a la moda.
El talent com a disseny de Domenico i el gust i la formació com dissenyador gràfic de Stefano van fer que la fusió d'ambdós en el duet i la marca Dolce & Gabbana donés com a resultat la combinació perfecta per a la més important renovació de la imatge del "Made in Italy"
Dolce va començar a dissenyar i a fer la seva pròpia roba als sis anys.
Els dos es van conèixer a Milà, per telèfon, quan Dolce va trucar a la casa de moda en la qual treballava Gabbana, demanant feina. Després de ser contractat, Gabbana el va prendre sota la seva protecció i li va ensenyar com funcionava el procés de disseny en una casa de moda i com esbossar nous dissenys. Poc després de la contractació de Dolce, Gabbana va ser reclutat a fer 18 mesos de servei militar obligatori, però al seu retorn, el 1982, van establir una consultora de disseny. Des de 1989 el duet de dissenyadors va introduir la cotilla com emblema (que Madonna va fer seu als 90).
Mentre treballaven junts, sempre facturaven per separat fins que un comptador els va recomanar facturar junts per fer les coses més fàcils i rendibles. Va ser llavors que van començar a facturar als seus clients com Dolce i Gabbana, que es va convertir en el nom del seu negoci en desenvolupament.

### Història de la marca
La primera col·lecció del duet de dissenyadors va ser exhibida a l'octubre de 1985 al costat d'altres cinc noves marques italianes com a part de la Milan Fashion Week. Cap dels dos tenia diners per contractar models, per la qual cosa van demanar ajuda als seus amics; i tampoc tenien diners per posar accessoris en els seus models,per això les models simplement van usar els seus efectes personals per complementar la vestimenta. També van fer servir un llençol de llit –que Dolce havia portat de casa seva– com a cortina per a l'escenari.
La primera col·lecció la van anomenar Real Women, a causa, en part, de l'ús de dones amateurs en la passarel·la. Les vendes de la seva primera col·lecció van ser prou decebedores com perquè Gabbana cancel·lés l'ordre de teles per a la creació de la seva segona col·lecció. No obstant això, la família de Dolce els va oferir ajuda per pagar els seus costos quan tots dos van anar de visita a Sicília per Nadal i, com la companyia de teles no havia rebut la nota de cancel·lació a temps, la tela estava llesta a Milà per quan van retornar. Van elaborar la següent col·lecció el 1986 i van obrir la seva pròpia marca de moda aquell mateix any. Michael Gross va escriure sobre la seva tercera col·lecció en una entrevista el 1992: «eren un secret conegut solament per un grapat d'editors de moda italians. Les seves poques models es canviaven darrere d'una pantalla desmanegada
. Ells van anomenar la seva col·lecció de samarretes de cotó i retalls de seda elàstica "Transformation". La seva roba en aquesta col·lecció incloïa instruccions sobre set maneres per usar cadascuna de les peces en un conjunt, ja que la persona podia usar velcro i fermalls per modificar la forma de la roba.
La seva quarta col·lecció va ser la primera a aconseguir un impacte més significatiu al mercat de moda italià. En aquesta col·lecció, Dolce es va inspirar en les seves arrels sicilianes. La campanya publicitària de la col·lecció va ser fotografiada per Fernando Scianna a Sicília, amb fotos en blanc i negre inspirades al cinema italià de la dècada de 1940. Van continuar usant el cinema italià com a inspiració en la seva cinquena col·lecció, basant-se en el treball del cineasta Luchino Visconti i la seva pel·lícula The Leopard.
Una de les peces de la seva quarta col·lecció va ser anomenada «El Vestit Sicilià» per la premsa de moda, i va ser identificada per l'autor Hal Rubenstein com un dels 100 abillaments més importants mai dissenyats. Es considera la peça més representativa d'aquesta època per a la marca. Rubenstein va descriure la peça en 2012, escrivint: «El Vestit Sicilià és l'essència de Dolce & Gabbana, el punt de referència sartorial de la marca. El vestit pren l'exemple d'una enagua —però és una enaigua que ha adornat a Anna Magnani, i és una silueta que ha honrat a Anita Ekberg, Sophia Loren, Madonna…  
La seva font d'inspiració sempre ha sigut el seu propi context, la realitat, i sobretot la dona italiana, la mamma. -La primera dona que els va inspirar va ser Anna Magnani.
L'evolució de Dolce & Gabbana al llarg d'aquests 25 anys de carrera els ha portat a centrar els seus esforços en dissenys per una dona mes real. Actualment Dolce&Gabanna són una de les millors signatures d'alta costura.
La firma ha aconseguit un gran interès per part dels mitjans de comunicació i del públic, sobretot pel fet que Stefano i Domenico eren una parella homosexual. No obstant això, segueixen treballant junts, encara que ja no siguin parella.

## Línies
El 1987 van treure una línia de peces de punt. El 1989 ven dissenyar una línia de llenceria i roba de platja. Dolce & Gabbana tenia dues línies principals (D & G i Dolce & Gabbana) fins al 2012, quan les línies es van fusionar sota el nom Dolce & Gabbana.

### Dolce&Gabbana
Escrit sense espai, a diferència del nom de la companyia, s'especialitza en articles de luxe influenciats en major mesura pels dissenyadors, i és més formal i «atemporal», responent a tendències de llarg termini així com a canvis estacionals, ulleres de sol i lents correctius, polseres i maquillatge.

### D & G
D & G és una línia casual que segueix una inspiració urbana i busca establir tendències, més que seguir-les. És la línia de difusió més juvenil i extravagant de la marca. A diferència de Dolce & Gabbana, D & G ven rellotges i roba. La primera col·lecció D & G per a homes va ser llançada el gener de 1994, i la primera col·lecció D & G per a dones va ser llançada en abril.

### Altres línies
Dolce & Gabbana va crear una col·lecció per a núvies, però només entre 1992 i 1998. Dolce & Gabbana Home Collection - iniciada el 1994 - també va ser discontinuada en 1999, amb l'excepció de peces úniques que es van seguir creant per als locals D & G. La primera col·lecció de roba de platja per a dones va ser desenvolupada el 1989, seguida per la primera col·lecció de roba de platja per a homes en 1992. D & G va llançar una línia d' ulleres el 1998 i una línia de rellotges l'any 2000. Aquell mateix any D & G va llançar una col·lecció de roba interior tant per a homes com per a dones, independent de la col·lecció de llenceria de Dolce & Gabbana. El 2001 es va llançar la línia D & G Junior per a nens. El 2006 el duet va llançar la línia Anamalier d'accessoris amb estampat de lleopard per a dones, i el 2007 van llançar una línia d'estoigs de viatge de cocodril per a homes. Altres bosses produïts per la casa inclouen la bossa de mà Miss Sicily, i la bossa Dolce ofert en palla i cuir.
El 2009 van llançar la seva primera línia de cosmètics de color, amb Scarlett Johansson com la cara de la campanya publicitària. Dolce & Gabbana va llançar la seva primera línia de joieria fins a finals del 2011, amb una línia de 80 peces que incloïa rosaris enjoiats, polseres de penjolls i collarets. Els seus fragàncies actuals inclouen : "The One", "Sport", "Light Blue", "Classic", "Sicily", "The One Rose", i les fragàncies originals "Pour Homme" i "Parfum".

## Col·laboracions

### Esports
Dolce & Gabbana ha dissenyat l'uniforme per al camp de joc de l'AC Milan des 2004. A més, els jugadors de l'AC Milan també es vesteixen amb peces dissenyades per Dolce & Gabbana per a l'equip quan es troba en funcions oficials fora del camp de joc. El duet també va dissenyar els vestits que utilitza la selecció de futbol d'Itàlia. El 2010 Dolce & Gabbana va signar un acord de tres anys amb el Chelsea Football Club per dissenyar i elaborar els uniformes i les vestimentes del club per dins i fora del camp. El tracte va incloure la creació de peces per als membres femenins de l'staff, a més de les peces per als homes del staff i per als mateixos jugadors. El vestuari dissenyat per utilitzar fora del camp incloïa un vestit blau fosc amb el símbol del lleó a la butxaca del pit. Els dissenyadors també redissenyar la sala directiva i l'àrea de recepció de l'oficina principal. Dolce & Gabbana és també patrocinador de l'equip de boxa italià Milano Thunder.

### Productes
El 2006 Dolce & Gabbana es va associar amb Motorola per produir el mòbil Motorola V3i Dolce & Gabbana. Després, el 2009, Dolce & Gabbana es va associar amb Sony Ericsson per produir una versió de la seva línia de telèfons mòbils «Jalou» amb detalls en or de quirats i amb el logo de la casa de moda estampat en la peça dissenyada. Dolce & Gabbana també es va associar amb Citroën per dissenyar una versió del seu cotxe C3 Pluriel. El 2010 Dolce & Gabbana es va associar amb Martini per produir una «edició d'or» de la seva vermut. També en 2010 la casa de moda es va associar amb la cantant Madonna per llançar una línia d'ulleres de sol anomenada MDG.

## Premis
Al llarg de la seva història, Dolce & Gabbana han guanyat diversos premis:
- 1991: Premi Woolmark a la col·lecció masculina més innovadora de l'any.
- 1993: Premi internacional de l'Accademia del Profumo al millor perfum femení de l'any, atorgat a Dolce & Gabbana Parfum.
- 1995: Premi internacional de l'Accademia del Profumo al millor perfum, millor envàs i millor publicitat de l'any, atorgat a Dolce & Gabbana Pour Homme.
- 1996: Dolce & Gabbana Pour Homme venç als premis francesos Oscar donis Parfums atorgat per primera vegada a un perfum italià. Premi Designer of the Year atorgat a Dolce & Gabbana pels lectors de la revista anglesa FHM.
- 1997: Premi Designer of the Year atorgat novament a Dolce & Gabbana pels lectors de la revista anglesa FHM. Premi al millor dissenyador de sabates, atorgat a Dolce & Gabbana per la revista estatunidenca Footwear News.
- 1999: Se'ls atorga el Style Award per la revista Harper's Bazaar Rússia.
- 2001: Premi T de Telva Award atorgat a Dolce & Gabbana al millor dissenyador internacional de l'any, per la revista espanyola Telva.
- 2003: Se'ls atorga a Nova York el premi de la revista GQ com els millors dissenyadors de moda masculina, en el transcurs de la prestigiosa cerimònia de GQ anomenada premis als homes de l'any.
- 2004: Durant els Elle Style Awards, els lectors anglesos d'Elle van elegir a Dolce & Gabbana com a millors dissenyadors internacionals a Alemanya, Dolce & Gabbana van rebre el premi Leadaward 2004, el premi a la publicitat més important dels països de parla germànica per la campanya publicitària tardor/hivern 2003/04.
- 2006: Dolce & Gabbana va rebre a Hamburg el Premi Leadaward 2006, per la millor campanya publicitària de l'any campanya (tardor/Hivern 2005/06).

## Polèmica
Internet
Dolce & Gabbana va convertir el logotip «DG» en un símbol icònic, però mai va poder aconseguir l'adreça d'Internet DG.com. De fet, DG.com és un dels dominis més antics a Internet i estava registrat des de 1986 per la companyia informàtica Data General, que ja no existeix. El domini DG.com va ser comprat per la cadena de Variety Store, Dollar General, que utilitza un logotip «DG» diferent per vendre els seus productes.
El 2014 Domenico Dolce i Stefano Gabanna va ser condemnats per un jurat italià a un any i vuit mesos de presó per evasió fiscal.